# Lingüística contrastiva
La lingüística contrastiva es un enfoque lingüístico orientado a la práctica que busca describir en detalle las diferencias y similitudes entre dos o más lenguas tomando en cuenta el nivel fonológico, morfológico y sintáctico. Esta es llamada “lingüística diferencial” o también lingüística de los contrastes. Uno de los principales propósitos de la lingüística contrastiva es ayudar a personas que están estudiando un idioma. Archivado el 4 de marzo de 2016 en Wayback Machine.

## Historia
Mientras que los estudios de la lingüística tradicional han desarrollado métodos comparativos (lingüística comparativa), principalmente para demostrar relaciones filogenéticas entre idiomas cognados o para ilustrar los desarrollos históricos de uno o más idiomas, la lingüística contrastiva moderna intenta mostrar en qué maneras los dos respectivos idiomas difieren, a fin de poder ayudar en la solución de problemas prácticos. Algunas veces los términos lingüística diacrónica y lingüística sincrónica son utilizados para referirse a estas dos perspectivas.
La Lingüística contrastiva, desde su incepción por Robert Lado en los años 50, ha sido muchas veces asociada a aspectos de la lingüística aplicada, por ejemplo, para evitar errores de interferencia en el aprendizaje de un idioma foráneo, como fue promocionado por Di Pietro, para ofrecer transferencia interlingual en el proceso de traducir textos de un idioma a otro, tal como es demostrado por Vinay y Darbelnet (1958) y más recientemente por Hatim (1997), y para encontrar equivalentes lexicales en el proceso de compilar diccionarios bilingües, como es ilustrado por Heltai (1988) y Hartmann (1991).
Descripciones contrastivas pueden ser hechas a cada nivel de la estructura lingüística: sonidos del habla (fonología), símbolos escritos (grafología), formación de palabras (morfología), significado de palabras (lexicología), colocación (fraseología), estructura de la oración (sintaxis) y discurso completo (tectología). Varias técnicas utilizadas en lingüística corpus han demostrado ser relevante en estudios contrastivos intralinguales e interlinguales, por ejemplo, por análisis de texto paralelo (Hartmann 1997).